# كبت
الكبت هو عملية غير شعورية، تستبعد الأنا، بموجبها، الحفزات الغريزية، والأفكار، والصراعات، والذكريات المؤلمة، والمثيرة للقلق، والرغبات المستكرهة، من مستوى الوعي، إلى مستوى اللا وعي. لأن هذه الأشياء، إذا بقيت في شعور الفرد، مثلت له تهديداً لذاته، وأشعرته بالذنب، والألم، والتوتر؛ لأنها غير مقبولة اجتماعياً. ولهذا تقوم الأنا بنقلها، من الشعور، إلى غير الشعور، وتمنعها من التعبير عن نفسها، بشكل مباشر وصريح، وذلك حماية للنفس مما يؤلمها ويحقرها، وخفضاً للتوتر والقلق، الذي تعانيه.
يختلف الكبت عن القمع، فالكبت عملية غير شعورية غير إرادية، بينما القمع عملية واعية إرادية، من خلالها يضبط الفرد نفسه، وينهاها عن الهوى، أو يمنع بعض مشاعره وانفعالاته غير المقبولة.
كما يختلف الكبت عن النسيان، فالمادة، التي ينساها الفرد، من خلال الكبت، ينكر وجودها أصلاً، ولهذا تندثر، ولا يمكنه استحضارها واستعادتها، إلا بمساعدة اختصاصي تحليل نفسي أو تنويم مغناطيسي. ويعجب الفرد ـ في الغالب ـ عندما تعود في وعيه ويكتشف وجودها. أما في النسيان المعتاد، فإن نسيان المادة يرجع ـ في الغالب ـ إلى عامل الزمن (طول المدة) أو لأنها غير مهمة، أو غير جذابة للفرد، لكن يسهل استعادتها، من خلال الإرادة والتركيز، أو بإعادة تعلمها.
يقول "بيير داكو" في كتابه " انتصارات مذهلة في علم النفس الحديث ": الكبت هو ظاهرة تحت شعورية تعمل على الدافع ذاته الذي يكبت قبل الوصول للشعور.... إنه أشبه بالفقاعة التي تظهر على سطح الماء (الشعور) وهذه الدلالة قد تكون بمنتهى التنوع فهي تتدرج من بعض المنامات حتى تصل إلى الأفكار الثابتة المخيفة."

## وظائف الكبت
يؤدي الكبت وظيفتين رئيسيتين، هما:
- الوظيفة الأولى: وتتمثل، في أنه من أهم الآليات الدفاعية (بالإنجليزية: Defense mechanisms)، التي يلجأ إليها الفرد لحماية ذاته. فهو وسيلة دفاعية وقائية، إذ يقي الفرد من حالة القلق، والتوتر، والضيق، والناشئة من الإحباط أو الصراع؛ أو مما تعافه نفسه؛ أو مما لا ينسجم مع قيمه الخلقية، والاجتماعية؛ أو مما يمس احترامه لنفسه. أي أنه وسيلة للتقليل من التوتر النفسي.
- الوظيفة الثانية: وتتمثل في أنه يقوم بمنع الدوافع الثائرة المحظورة، ولا سيما الدوافع الجنسية، والعدوانية، من الإفلات من تحكم الفرد، والتحقق، بصورة سافرة، مما يترتب عليه خطر على الفرد، أو إضرار بمصالحه في المجتمع.

## أنواع الكبت
ينقسم الكبت من حيث المستوى إلى نوعين:

### كبت سطحي
وذلك عندما يتم نقل الرغبات من الشعور، إلى ما قبل الشعور، بحيث ينساها الفرد في تلك اللحظة. لكنه، بشيء من الجهد، يستطيع، بسهولة، تذكرها واستعادتها، في أي وقت.

### كبت عميق
وذلك عندما يتم نقل الرغبات من الشعور، إلى غير الشعور. وفي هذه الحالة، ينساها الفرد، ولا يتمكن من استعادتها وتذكرها بإرادته؛ لأنها أصبحت دفينة، في منطقة بعيدة عن الإدراك والوعي.
وكبت الرغبات، سواء في ما قبل الشعور، أو في غير الشعور، ليس محواً لها، وإنما إبعاد لها من الوعي. فهي تظل حية، تتحرك في الخفاء؛ سعياً للظهور، إلا أن الأنا تمنعها، وقد تفلت ـ في بعض الأحيان ـ من رقابة الأنا، فتظهر في فلتات اللسان، أو الأحلام، أو في صورة أعراض عصابية، وانحرافات سلوكية.

## خصائص السلوك الصادر عن الكبت
يتصف السلوك الصادر عن الدوافع المكبوتة، بالعديد من الخصائص، من أهمها ما يلي:

### الطابع الرمزي
يؤدي كبت الدافع إلى منعه من التعبير عن نفسه، تعبيراً سوياً صريحاً بالفعل أو القول، ولهذا يلجأ إلى التعبير عن نفسه ـ في كثير من الأحيان ـ بصورة رمزية، في زلات القلم، وفلتات اللسان، والأحلام، وأحلام اليقظة، أو في أعراض الأمراض النفسية، كالمشي أثناء النوم، والإسراف في غسل اليدين، أو المخاوف الشاذة، أو التبول غير الإرادي عند الأطفال.

### الطابع القهري
غالباً ما، يكون السلوك الصادر عن الدوافع المكبوتة، سلوكاً قهرياً، يحدث رغماً عن إرادة الفرد. فالدوافع المكبوتة ـ في الغالب ـ أصعب ردعاً من الدوافع الشعورية؛ لأنها مجهولة لا تمكن الفرد من إرضائها إرضاءً تاماً، أو التحكم فيها، أو توجيهها وجهة مناسبة. فمعرفة الدوافع تمكن الفرد من التحكم فيها، أما إذا جهلها فقد تتحكم هي فيه.

### الطابع الغريب والشاذ
غالباً، ما يرى الناس السلوك الصادر عن الدوافع المكبوتة، لدى الفرد، سلوكاً شاذاً أو غريباً، أو متنافياً مع ما عهده الناس، من خلق لدى الفرد، كارتكاب الطالب المثالي الخلق، للسرقة. والدوافع المكبوتة قد تجبر الفرد على أن يأتي بتصرفات غريبة، وغير منسجمة مع الموقف، كأن يكون منقبضاً في ظرف سار، أو غيوراً من أطفاله، مع معرفته أن ما يقوم به غريب.

## أضرار الكبت
يؤدي الإسراف في استخدام الكبت، آلية دفاعية، إلى مضار كثيرة على الصحة النفسية للفرد، من أهمها ما يلي:

### خداعالنفس
إن إنكار الدافع يثني الفرد عن مواجهته، وتناوله بحكمة، والتماس النصح والتوجيه لمواجهته. فمن يكبت شعوره بالنقص ـ على سبيل المثال ـ لا يعترف بنقصه، وبالتالي لا يسعى إلى تقويم هذا النقص وعلاجه.

### انشطارالشخصية
قد يشطر الكبت شخصية الفرد إلى شطرين متنازعين: شطر يريد وشطر لا يريد، شطر يكره وشطر يحب … وهكذا. مما يولد لدى الفرد صراعاً نفسياً بين الشعور وعدم الشعور، قد يترتب، عليه، توتر نفسي.

### العقد النفسية
قد تؤدي الدوافع المكبوتة إلى تكوين ما يعرف بالعقد النفسية، لدى الفرد. والعقدة النفسية حالة غير شعورية، قد لا يفطن الفرد إلى وجودها، ولا يعرف منشأها، وإنما يشعر بآثارها، كالقلق والشكوك. كما أنها تضغط على الفرد، في محاولة للظهور والتعبير عن نفسها. وقد ترغم الفرد على اتباع أساليب شاذة من السلوك، كعقدة النقص.

### تبديد الطاقة النفسية واستنزافها
الكبت عملية ناقصة. فنقل المواد المستكرهة، والمحظورة، والمؤلمة للفرد، من الشعور، إلى غير الشعور لا يعني الخلاص النهائي منها، إذ تبقى كامنة، تتحين الفرصة للنفاذ، مرة أخرى، إلى الشعور، إلا أنها تواجه بالمقاومة من الأنا. وهذا يستهلك جزءاً من طاقة الأنا، فتنقص وتضعف تدريجياً. وعندما تعجز الأنا وتنهار، دفاعاتها، فإن المكبوتات قد تنجح في التعبير عن نفسها، ولو بشكل مقّنع ورمزي، تمويهاً للأنا، وخداعاً لها، وإرضاءً للدفعات الغريزية للهُو، ومن دون إثارة للأنا الأعلى (الضمير)، كما في بعض الأعراض المرضية، كالهستيريا، التي يعد الكبت آليتها الأساسية.
وتؤثر المكبوتات في سلوك الفرد، وتظل واحدة من أهم موجهاته، بشكل مباشر. وتفلت المكبوتات في بعض الأحيان من رقابة الأنا، فتعبر عن نفسها بطريقة مموهة، من خلال آليات عمل الحلم، كالتكثيف، والإزاحة، والرمزية، ومن خلال زلات القلم، وهفوات اللسان.
والكبت عملية ناقصة؛ لأنه لا يكفل التخلص النهائي من المواد الغريزية المحظورة، بل إنها تظل حية في قاع الحياة النفسية، تتحين الفرصة للنفاذ، مرة أخرى، إلى الشعور. كما أنه حيلة وهمية خادعة، تشعر الأنا بالراحة المؤقتة، بصورة تعميها عن إدراك نقائصها وعيوبها. وهو لا يتعامل مع مصادر الإحباط والصراع، بشكل مباشر، وبالتالي فإنه ـ على المدى البعيد ـ لا يقضي تماماً على القلق والتوتر. ولهذا يتبع، الكبت، سلسلة من الحيل الدفاعية، كالإسقاط، والتقمص، وأحلام اليقظة، التي تعبر المكبوتات، من خلالها، عن نفسها، بصور، وأشكال قهرية، ورمزية غريبة.
والإسراف في استخدام الآليات الدفاعية، التي من أهمها الكبت، يؤدي إلى إضعاف وظيفتها الأصلية، المتمثلة في حماية الأنا، من التهديد والقلق. كما يؤدي إلى إنهاك الأنا واستنزاف طاقتها، ومن ثم إضعافها وانهيارها، فتصبح عاجزة عن النمو والارتقاء وبالتالي يصبح الفرد فريسة للأمراض والاضطرابات النفسية والعقلية.